# 魅せられて★あやカーブ
魅せられて★あやカーブ（みせられて・あやかーぶ）は、2007年8月22日にバップより発売された木口亜矢のイメージビデオ（品番：VPBF-12789）。

## 解説
- 2007年で発足10年目を迎えた日テレジェニックに選ばれた木口亜矢の通算6作目[1]となるイメージビデオ。木口は選出当時21歳[2]だったが、この年に選ばれたメンバーの中では谷桃子[3]よりも1つ年下であった。
  - ちなみに神奈川県出身者が日テレジェニックに選ばれたのは2001年の鈴木葉月以来6年ぶり。木口が所属するプラチナムプロダクションは2005年に愛川ゆず季、2006年に相澤仁美が選ばれており、この年で3年連続となった[4][5]。
- 撮影は2007年6月にマレーシア・ペナン島で行われた。木口は前年（2006年）のSUPER GTイメージガール『4☆TUNE』のメンバーとしてSUPER GT第4戦が行われたセパン・インターナショナル・サーキットを訪れており、2年連続のマレーシア遠征となった。
- この年より日テレジェニックは16:9のハイビジョン制作へと移行した。

## チャプター
1. OPENING
2. merriment
3. あやカーブ
4. temptation
5. private talk
6. flashy girl
7. Lady Venus
8. お願い亜矢チャン!
9. provocative red
10. white angel
11. アロママッサージ
12. In Blue
13. evening glow
14. ENDING

### SPECIAL FEATURES
- 素顔のプライベート映像集
- オーディオコメンタリー
- 日テレジェニック2007プロモーションビデオ
- 日テレジェニック2007PRダイジェスト

## スタッフ
- Producer：近貞博（Vap）、青柳一夫（MAGMA）
- Director：嶋公浩（MAGMA）
- Photographer：加納典譲
- Hair&Make-UP：水口美穂
- Stylist：江川美恵
- Title CG：Mari
- EED・MA：DTJ
- Location Coordinator：佐藤修（GRIPS JAPAN）、中川俊彦（ARROWMAN）
- Thanks for Location：SHANGRI-LA'S Rasa Sayang Resort&Spa
- Artist Management：プラチナムプロダクション
- Special Thanks：日本テレビ
- Co-produced by：MAGMA
- Produced by：バップ